# Макрей, Грэм
Грэм Макре́й (англ. Graham McRae, 5 марта 1940, Веллингтон — 4 августа 2021) — новозеландский автогонщик, участник чемпионата мира по автогонкам в классе Формула-1.

## Биография
Первоначально был инженером-конструктором, создававшим собственные гоночные шасси в конце 1960-х годов. В 1969 году переехал в Европу, где принял участие в чемпионате Европы Формулы-2. Также принял участие в Тасманской серии, где в том же году одержал две победы на этапах в Теретонге и Сёрферз-Пэрадайз. В 1971—1973 годах трижды становился победителем Тасманской серии, одержав в общей сложности 10 побед за три года, в том числе дважды выиграл Гран-при Австралии, входивший в зачёт серии. В 1973 году стартовал в гонке 500 миль Индианаполиса, до финиша не добрался, но был классифицирован на 16 месте. Принял участие в Гран-при Великобритании 1973 года, где сошёл на первом круге из-за поломки. В 1975 году одержал ещё одну победу на этапе Тасманской серии, в 1978 году стал чемпионом Австралии по автогонкам серийных автомобилей и ещё раз выиграл Гран-при Австралии.

## Результаты гонок в Формуле-1
| Легенда к таблице |                                                                    |
| --- | ------------------------------------------------------------------ |
| В таблице перечислены результаты всех Гран-при Формулы-1, в которых принимал участие гонщик. Строками таблицы являются сезоны, столбцами — этапы чемпионата мира. В каждой клетке указаны сокращённое название этапа и результат, дополнительно обозначенный цветом. Расшифровка обозначений и цветов представлена в нижеследующей таблице. |                                                                    |
| \| Пример \| Описание \| \| ------------ \| ------------------------------------------------------------------ \| \| 1 \| Победитель \| \| 2 \| Второе место \| \| 3 \| Третье место \| \| 5 \| Финишировал, заработав очки \| \| Сход \| Не финишировал, но при этом заработал очки \| \| 12 \| Финишировал, не получив очков \| \| НКЛ \| Финишировал, но не попал в финальную классификацию \| \| 15 \| Участвовал вне зачёта, либо по отдельной классификации \| \| 18 \| Не финишировал, но попал в финальную классификацию \| \| Сход \| Не финишировал \| \| НКВ \| Не прошёл квалификацию \| \| НПКВ \| Не прошёл предквалификацию \| \| ДСК \| Дисквалифицирован \| \| ИСК \| Исключён из протокола соревнований \| \| ТТ \| Заявлен для участия только в тренировках \| \| НС \| Участвовал в квалификации, но не стартовал в гонке \| \| Т \| Травмирован или болен \| \| ОТК \| Отказ от участия \| \| НТР \| Прибыл на соревнования, но на трассу не выезжал \| \| НПР \| Был заявлен в числе участников, но не прибыл к началу соревнований \| \| О \| Соревнования отменены \| \| \| Не участвовал \| \| Поул-позиция \| \| \| Быстрый круг \| \| |                                                                    |
| Пример | Описание                                                           |
| 1 | Победитель                                                         |
| 2 | Второе место                                                       |
| 3 | Третье место                                                       |
| 5 | Финишировал, заработав очки                                        |
| Сход | Не финишировал, но при этом заработал очки                         |
| 12 | Финишировал, не получив очков                                      |
| НКЛ | Финишировал, но не попал в финальную классификацию                 |
| 15 | Участвовал вне зачёта, либо по отдельной классификации             |
| 18 | Не финишировал, но попал в финальную классификацию                 |
| Сход | Не финишировал                                                     |
| НКВ | Не прошёл квалификацию                                             |
| НПКВ | Не прошёл предквалификацию                                         |
| ДСК | Дисквалифицирован                                                  |
| ИСК | Исключён из протокола соревнований                                 |
| ТТ | Заявлен для участия только в тренировках                           |
| НС | Участвовал в квалификации, но не стартовал в гонке                 |
| Т | Травмирован или болен                                              |
| ОТК | Отказ от участия                                                   |
| НТР | Прибыл на соревнования, но на трассу не выезжал                    |
| НПР | Был заявлен в числе участников, но не прибыл к началу соревнований |
| О | Соревнования отменены                                              |
| | Не участвовал                                                      |
| Поул-позиция |                                                                    |
| Быстрый круг |                                                                    |

| Сезон | Команда | Шасси           | Двигатель | Ш | 1   | 2   | 3   | 4   | 5   | 6   | 7   | 8   | 9        | 10  | 11  | 12  | 13  | 14  | 15  | Место | Очки |
| ----- | ------- | --------------- | --------- | - | --- | --- | --- | --- | --- | --- | --- | --- | -------- | --- | --- | --- | --- | --- | --- | ----- | ---- |
| 1973  | Вильямс | Изо-Мальборо IR | Косворт   | F | АРГ | БРА | ЮАР | ИСП | БЕЛ | МОН | ШВЕ | ФРА | ВЕЛ Сход | НИД | ГЕР | АВТ | ИТА | КАН | США | -     | 0    |

## Результаты выступлений вИнди 500
| Год  | Шасси | Двигатель | Старт | Финиш |
| ---- | ----- | --------- | ----- | ----- |
| 1973 | Игл   | Оффи      | 13    | 16    |